# Lycaena chryseis
Lycaena chryseis är en fjärilsart som beskrevs av Ignaz Schiffermüller 1776. Lycaena chryseis ingår i släktet Lycaena och familjen juvelvingar. Inga underarter finns listade i Catalogue of Life.